# Race (Maschine)

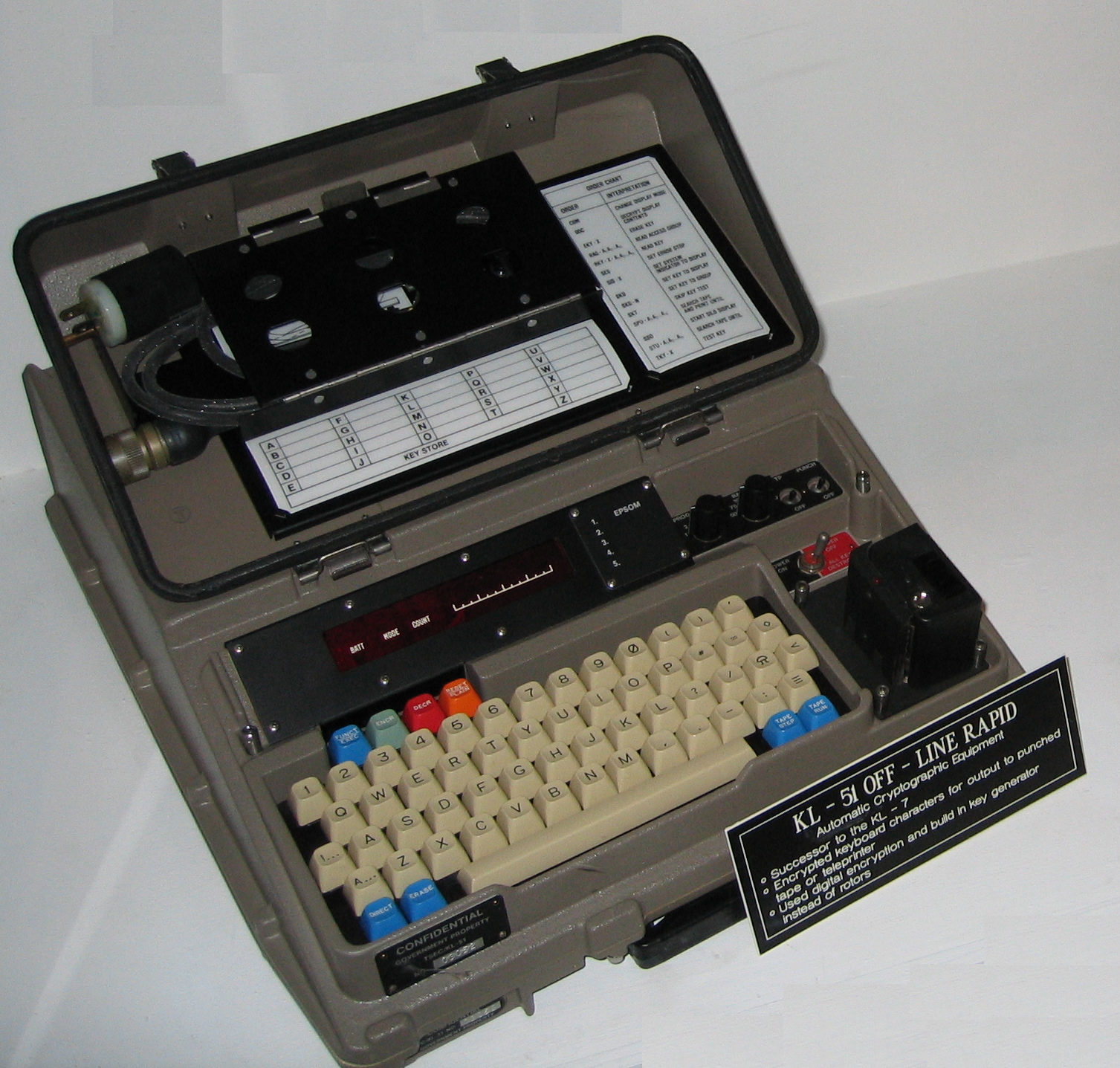
Die Chiffriermaschine im National Cryptologic Museum

Race (Eigenschreibweise: RACE), amerikanische Bezeichnung: KL‑51, war eine norwegische Chiffriermaschine, die ab 1978 bis etwa 2010 verwendet wurde.

## Name
Der Name der Maschine wurde als Akronym gebildet aus englisch Rapid Automatic Cryptographic Equipment (deutsch „Schnelles automatisches kryptografisches Gerät“). Die U.S. Army übernahm sie und gab ihr die Bezeichnung KL‑51 (Bild).

## Geschichte
Das norwegische Unternehmen Standard Telefon og Kabelfabrik (STK) begann im Jahr 1973 mit der Entwicklung einer vollelektronischen Chiffriermaschine, die für den militärischen Einsatz gedacht war. Hierbei wurde als Innovation auf die in den 1970er-Jahren aufkommenden, damals hochmodernen, Mikroprozessoren gesetzt. Nachdem man während der Entwicklungsphase zunächst noch den Mikroprozessor Miproc verwendet hatte, der am Forsvarets forskningsinstitutt (FFI), dem norwegischen Verteidigungsforschungsinstitut, entwickelt worden war, entschied STK für die Serienfertigung, stattdessen den damals (1974) brandneuen Intel-Prozessor 8080 einzusetzen.
Nach Ansicht des norwegischen Technikhistorikers und Kryptologen Frode Weierud, war Race vermutlich die weltweit erste Maschine, die das Konzept einer softwarebasierten Verschlüsselung mit Mikroprozessoren erfolgreich umsetzte. Die ersten Auslieferungen der neuen Maschine erfolgten 1978. Sie erwies sich als sehr robust und erfolgreich. Insgesamt wurden mehr als 5000 Exemplare hergestellt und verkauft, von denen einige noch in den 2000er-Jahren im Einsatz waren.